# Joey Votto
Joey Votto (* 10. září 1983, Etobicoke, Ontario, Kanada) je kanadský baseballista hrající americkou Major League Baseball za tým Cincinnati Reds. V roce 2010 získal cenu MVP pro nejužitečnějšího hráče v Národní lize a byl též vyhlášen nejlepším sportovce Kanady.
Za Cincinnati Reds hraje od svého vstupu do MLB v roce 2007. První zápas odehrál 4. září 2007.
Ke konci sezóny 2012 odehrál v MLB 728 zápasů, jeho pálkařský průměr činí .316 a zaznamenal celkem 133 homerunů. V play-off odehrál 8 zápasů s pálkařským průměrem .286 a neodpálil žádný homerun.